# 杜西
杜西（Dusi），是印度泰米尔纳德邦Tiruvanamalai县的一个城镇。总人口5102（2001年）。

## 人口
该地2001年总人口5102人，其中男性2568人，女性2534人；0—6岁人口671人，其中男335人，女336人；识字率59.76%，其中男性为71.07%，女性为48.30%。